# Johann Heinrich von Carmer

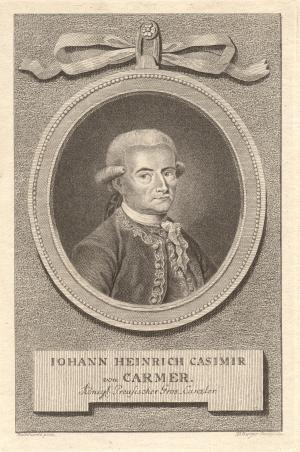
Johann Heinrich Casimir Graf von Carmer

Johann Heinrich Casimir Graf von Carmer (* 29. Dezember 1720 in Kreuznach, Geburtsjahr auch 1721; † 23. Mai 1801 in Rützen, Schlesien) war ein preußischer Justizreformer.

## Herkunft
Seine Eltern waren Johann Wilhelm de Carmer und dessen Ehefrau Ida Maria Rademacher. Sein Vater war kurpfälzischer Obereinnehmer und Kammerrat (und Sohn des Hugenotten und Hofgoldschmieds Johann de Carmer in Heidelberg) und ging dann in preußische Dienste, wo er Hofrat wurde.

## Leben
Nach dem Besuch des Reformierten Gymnasiums Kreuznach studierte Carmer Rechtswissenschaften in Gießen, Jena und Halle. Danach arbeitete er unter anderem am Reichskammergericht. 1749 wurde er als Referendar am Kammergericht in preußischen Dienst übernommen. 1751 bestellte ihn Großkanzler Samuel von Cocceji zum Regierungsrat in Oppeln. Später wurde er zunächst Direktor in Oppeln, dann Präsident der Oberamtsregierung in Breslau; in Oppeln folgte ihm Friedrich Detlov Gustav von Averdieck. Indem er 1768 zum Chefpräsidenten sämtlicher Oberamtsregierungen in Schlesien wurde, erhielt er den Titel des schlesischen Justizministers. Als 1779 im Zuge der Müller-Arnold-Affäre der amtierende Großkanzler Maximilian von Fürst und Kupferberg vom preußischen König Friedrich II. entlassen wurde, machte der König Carmer zu dessen Nachfolger.
Als Großkanzler setzte Carmer mit Carl Gottlieb Svarez umfangreiche Reformen in der preußischen Justiz durch, teilweise auch gegen den Widerstand der Berliner Justizkreise. Schon während seiner Zeit in Schlesien stand er in Fragen der Justiz- und Prozessrechtsreform in Kontakt mit dem König, der damit den eigentlich hierfür zuständigen Großkanzler Fürst überging. Während dieser zur Erfüllung der Reformwünsche Friedrichs behutsame Anpassungen und vorsichtige Umgestaltung propagierte, stand Carmer mit seiner zupackenden und energischen Art, ganz im Sinne des Königs, eher für umfassende Reformen und versprach dem Monarchen Abhilfe. Nachdem er als Großkanzler und Erster Minister des Justizdepartements eingesetzt war, konnte er die Umsetzung seiner Vorstellungen in Angriff nehmen.

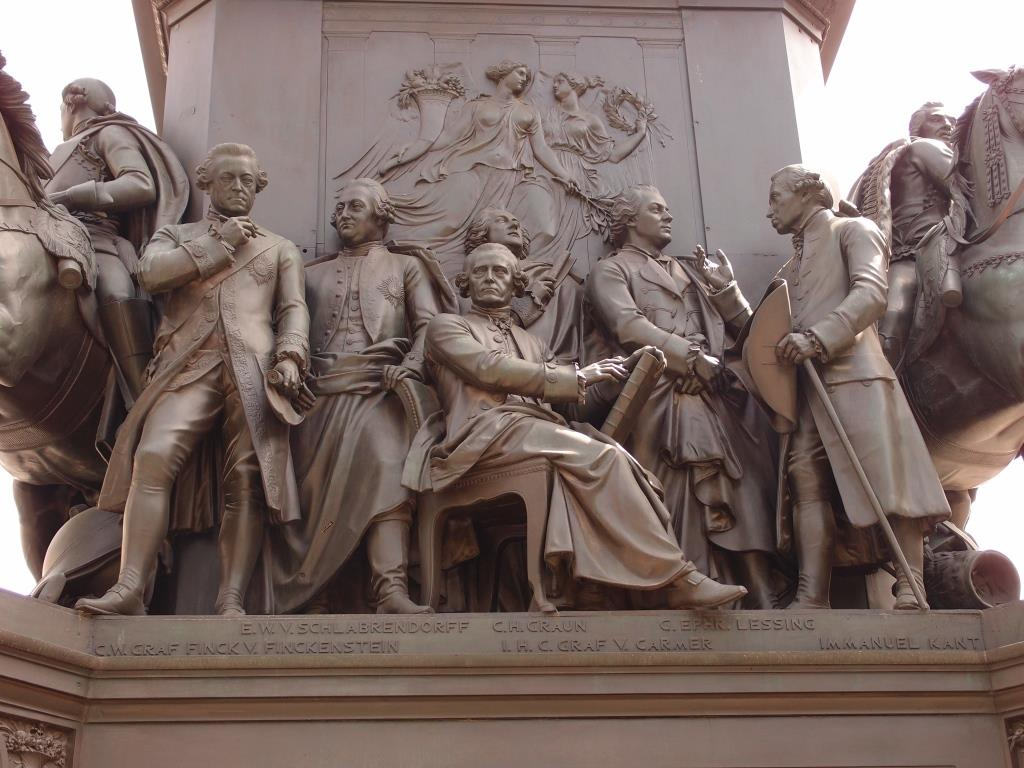
Relief von J.H.C. Graf von Carmer am Denkmal für Friedrich den Großen in Berlin

Ausschlaggebend für die nun folgende Arbeit war eine inhaltlich auf ihn zurückgehende Kabinettsorder Friedrichs vom 14. April 1780. Hierin wurden die Grundzüge einer Reform des gesamten Rechts, insbesondere des Prozessrechts, angedeutet. In Ausführung dieser Order schuf Carmer mit seinen Mitarbeitern das Corpus Juris Fridericianum, das  vom 1794 unter Friedrich Wilhelm II. verabschiedeten Allgemeinen Landrecht für die Preußischen Staaten abgelöst wurde. Damit waren Gesetze entstanden, die auf Jahrzehnte hinaus das preußische Rechtsleben prägen sollten. Carmer verfasste nicht nur Teile dieser Gesetze selbst, sondern sorgte auch für die nötige Unterstützung der Projekte durch den König und für deren Verteidigung gegen auftretende Widerstände. Für seine Leistungen bei der Vereinheitlichung und Modernisierung des preußischen Rechts wurde er am 18. Januar 1788 von König Friedrich Wilhelm II. mit dem Schwarzen Adlerorden ausgezeichnet.
Seit 1789 war er Ehrenmitglied der Preußischen Akademie der Wissenschaften. 1795 war Carmer kraft seines Amtes Königlicher Commissarius über die Landschaftlichen Collegia und deren Ritterschaftlichen Kreditinstituten in Ostpreußen und in Westpreußen. Ihm unterstanden somit die General-Direktoren, die Generallandschaftsräte, die Ritterschaftsräte und deren hauptamtlichen Mitarbeitern. Für Ostpreußen war dies als Generaldirektor der Minister, Oberburgraf, Exzellenz Christoph Albrecht von Ostau.
Friedrich Wilhelm II. erhob ihn 1798 in den Grafenstand. Er ist damit Stammvater der Grafen von Carmer.
Für die ehemalige Berliner Siegesallee schuf der Bildhauer Adolf Brütt in der Denkmalgruppe 29 eine Büste von Carmers, enthüllt am 22. März 1900. Die Büste war als Nebenbüste dem zentralen Standbild für Friedrich Wilhelm II. zugeordnet. Von Carmer ist in hoheitsvoller Haltung als Repräsentant von Recht und Gesetz dargestellt. Die Büste ist, allerdings ohne Kopf, erhalten und ruht zusammen mit weiteren Siegesalleefiguren seit Mai 2009 in der Zitadelle Spandau.
Nach Johann Heinrich von Carmer ist in Berlin-Charlottenburg seit 1892 die Carmerstraße benannt.
Bruno Frank porträtierte Carmer literarisch in seiner Novelle Der Großkanzler im Zyklus Tage des Königs.

## Familie
Er heiratete 1762 auf Rützen Wilhelmine Friederike von Roth (1733–1778), eine Tochter des Reichshofrats und Oberamtsregierungspräsidenten in Glogau Freiherr Hans Friedrich von Roth und Rützen. Das Paar hatte zwei Söhne:
- Hans Friedrich Heinrich (* 10. Januar 1765; † 26. Juli 1809), preußischer Geheimer Kriegs- und Regierungsrat, ⚭ Gräfin Maximiliane Senfft von Pilsach (* 19. Oktober 1778)
- Wilhelm (* 3. Oktober 1772; † 2. März 1841),

⚭ I. Wilhelmine von Goldbeck (* 1771; † 1804), einzige Tochter des Justizminister Heinrich Julius von Goldbeck (* 1733; † 10. Juni 1818)
⚭ II. Caroline Auguste von Goldbeck (* 1781; † 1. Oktober 1848), Tochter des Geheimen Kriegsrats Hans Christoph von Goldbeck (1735–1828).

## Werke (Auswahl)
- Entwurf eines allgemeinen Gesetzbuchs für die Preußischen Staaten. Decker, Berlin/Leipzig 1784–1787. (Digitalisat Theil 1), (Theil 1,2), (Theil 1,3), (Theil 2)
- Allgemeines Landrecht für die Preuβischen Staaten. 2 Bände. Nauck, Berlin. (Digitalisat Band 1,1), (Band 1,2), (Band 2,1), (Band 2,2)
- (Maßgeblich an der Ausarbeitung beteiligt) Corpus juris Fridericianum. Verlag der königlichen Akademie der Wissenschaften, Berlin 1781. (Digitalisat Register), (Buch 1), (Buch 1,2), (Band 1,3), (Band 1,4) Neuausgabe bei de Gruyter, Berlin